# East Mountain
East Mountain – miasto w Stanach Zjednoczonych, w stanie Teksas, w hrabstwie Upshur.